# Burkhard Jung
Burkhard Jung (Siegen, 7 marzo 1958) è un politico tedesco, dal 29 marzo 2006 sindaco di Lipsia.